# Джонсон, Шон (футболист)
Шон Э́верет Джо́нсон (англ. Sean Everet Johnson; род. 31 мая 1989, Лилберн, Джорджия) — американский футболист, вратарь клуба MLS «Торонто» и сборной США.

## Карьера

### Начало карьеры
Джонсон играл в футбол в Университете Центральной Флориды, где он стал MVP команды в 2008 году. Вскоре он покинул университетскую команду, чтобы войти на Супердрафт MLS 2010 в рамках проекта «Поколение Adidas».
Во время учёбы в колледже он также отыграл один сезон в «Атланте Блэкхокс» в Премьер-лиге развития USL.

### Клубная карьера
Джонсон был выбран в четвёртом раунде Супердрафта MLS 2010 под общим 51-м номером клубом «Чикаго Файр». Он был последним игроком из проекта «Поколение Adidas», который был выбран в рамках этого проекта на драфте. Его профессиональный дебют состоялся 30 июня 2010 года в матче Открытого кубка США против «Чарлстон Бэттери», который завершился безголевой ничьей. В MLS он дебютировал 1 августа 2010 года в матче против «Лос-Анджелес Гэлакси», который закончился победой «Чикаго Файр» со счётом 3:2. Осенью 2014 года Джонсон тренировался в клубе английской Премьер-лиги «Халл Сити». За семь сезонов в составе «Чикаго Файр» он провёл на поле 15 816 минут в 176 матчах лиги.
11 декабря 2016 года Джонсон был продан в «Атланту Юнайтед», которая в свою очередь перепродала вратаря в «Нью-Йорк Сити». 11 октября 2018 года Джонсон согласовал с «Нью-Йорк Сити» новый долгосрочный контракт. Перед началом сезона 2021 Джонсон был назначен капитаном «Нью-Йорк Сити». Джонсон был отобран на Матч всех звёзд MLS 2022, в котором звёзды MLS встретились со звёздами Лиги MX. По окончании сезона 2022 контракт Джонсона с «Нью-Йорк Сити» истёк.
27 января 2023 года Джонсон на правах свободного агента присоединился к «Торонто», подписав контракт до конца сезона 2024. За канадский клуб дебютировал 25 февраля 2023 года в матче стартового тура сезона против «Ди Си Юнайтед». Во время тренировки 15 августа получил перелом руки, из-за чего пропустил два месяца. 11 июня 2024 года Джонсон продлил контракт с «Торонто» на один год, до конца сезона 2025, с клубной опцией на сезон 2026.

### Международная карьера
У Шона Джонсона два гражданства — США и Ямайки (с 2013 года он официально «привязан» к выступлениям за сборную США).
В 2005 году он участвовал в сборах со сборной Ямайки до 17 лет и позднее в 2008 году со сборной Ямайки до 20 лет, но в матчах не выступал.
В 2009 году стал членом сборной США до 20 лет, провёл один матч на чемпионате КОНКАКАФ среди молодёжных команд и участвовал в трёх товарищеских матчах. Был заявлен в составе сборной до 20 лет на чемпионат мира 2009 среди молодёжных команд в Египте, но остался на скамейке запасных.
Джонсон был включён в сборную США до 23 лет, участвующей в отборочном турнире Олимпийских игр 2012. После травмы основного вратаря Билла Хамида вышел на замену в первом тайме финального группового матча против Сальвадора.
Дебют Джонсона за взрослую сборную США состоялся 22 января 2011 года в товарищеском матче против Чили, в котором он вышел на замену на 46-й минуте вместо Ника Римандо.
В июне 2013 года был включён Юргеном Клинсманом в состав сборной в турнире Золотого кубка КОНКАКАФ 2013. 16 июля 2013 года дебютировал в основном составе сборной США в групповом матче Золотого кубка против сборной Коста-Рики, отыграв все 90 минут и не пропустив ни одного гола (матч завершился со счётом 1:0 в пользу США). Этот старт за основной состав в международном соревновании официально «привязал» Джонсона (который также гражданин Ямайки) к выступлениям за сборную США.
Был включён в состав сборной на Золотой кубок КОНКАКАФ 2017.
Был включён в состав сборной на Золотой кубок КОНКАКАФ 2019.
Был включён в состав сборной на Золотой кубок КОНКАКАФ 2021.
Был включён в состав сборной на чемпионат мира 2022.
Был включён в состав сборной на Золотой кубок КОНКАКАФ 2023.
Был включён в состав сборной на Кубок Америки 2024.

## Личная жизнь
Отец — Эверет, мать — Джой. Родители Джонсона — ямайского происхождения. Брат Шона, Джаррет — профессиональный баскетболист, выступал в Греции.

## Достижения
Командные
 «Нью-Йорк Сити»
- Чемпион MLS (обладатель Кубка MLS): 2021

 США
- Обладатель Золотого кубка КОНКАКАФ: 2013, 2017, 2021
- Победитель Лиги наций КОНКАКАФ: 2022/23

Личные
- Самый ценный игрок Кубка MLS: 2021
- Участник Матча всех звёзд MLS: 2022